# 왕세충

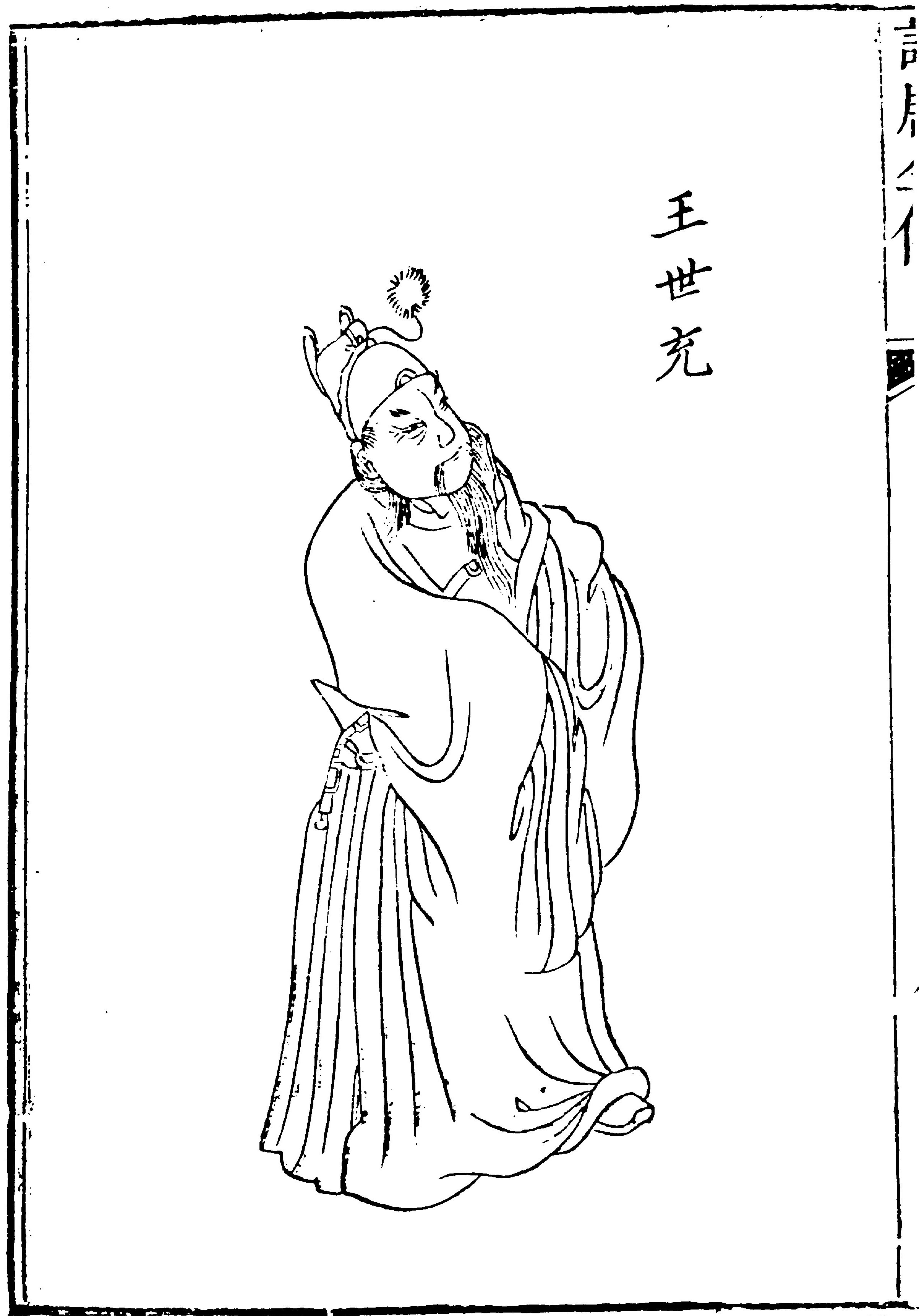
왕세충

왕세충(王世充, Wang Shichong, ? ~ 621년)은 중국 수말당초 시기의 군웅으로, 자는 행만(行滿)이다. 정의 황제를 자칭했으나, 호뢰 전투에서 진왕 이세민에게 크게 패하고 항복한다.
수나라 최후의 황제인 양동(楊侗. 수 공제)을 섬겼던 수나라의 장수 중 한 사람으로, 후에 정나라의 황제를 자칭하여 짧은 기간 동안 하남 일대를 지배하였다. 그는 수 양제의 치세 중에 반란군의 진압에 성공한 몇몇 수나라 장수 중의 한 사람으로서 두각을 드러내기 시작했고, 양동의 짧은 치세 중에는 당시 최대의 유력 군웅인 이밀을 파멸시키고 그의 영토를 탈취하였다. 그러나 황제가 되고 나서부터 당나라 군대의 군사적 압박을 감당하지 못하고, 하왕(夏王) 두건덕에게 가세해 줄 것을 줄기차게 요청하기에 이르렀다. 두건덕이 이세민(훗날의 당 태종)에게 참패하여 사로잡히자, 스스로 항복하였다. 당 고조는 그의 목숨을 살려주었으나, 결국 그가 처형했던 독고기(獨孤機)의 아들이자 당나라의 지방 관료였던 독고수덕(獨孤修德) 형제의 손에 암살당하였다. 

## 생애
수나라 신풍(新豊)사람이다. 본래 성은 지(支)씨로 그의 할아버지는 서역 사람이었다. 그의 할아버지 지퇴누(支頹耨)가 죽은 후에 할머니가 왕 씨를 가진 남자와 결혼을 했는데, 그의 아버지인 지수(支收)도 그때 입적이 되었고, 그 후 그의 아버지도 성을 바꾸어 왕씨로 살았다. 왕수는 후에 변주(汴州, 현재의 카이펑)의 지사의 비서관으로 복무를 하였다. 왕세충이 스스로 말하기를 자신은 어렸을 때 학구적이었고 특히 병법에 집중하였으며 또한 법률에도 밝았다.
수 양제 때 강도군승(江都郡丞)으로 임명되어 주섭(朱燮), 관숭(管崇), 맹양(孟讓) 등의 군벌들을 집압하여 강도통수(江都通守)로 승진하였다. 우문화급(宇文化及)이 양제를 시해하자 왕세충은 월왕(越王) 동(侗)을 옹립하여 이밀(李密)과 싸워 격파하고는 스스로를 정왕(鄭王)으로 칭하고 연호를 개명(開明)이라고 하였다. 당 태종에게 패하여 당나라에 항복하였으나 622년 장안에 이르러서 암살당하였다.

## 가계
- 아버지：왕수(王收) - 본성 지(支)
  - 형：왕세사(王世師)
    - 조카：송왕 왕태(王泰)
    - 조카：월왕 왕군도(王君度)

  - 형：진왕 왕세형(王世衡)
    - 조카：채왕 왕건수(王虔壽)

  - 형：초왕 왕세위(王世偉, ? ~ 621년)
    - 조카：위왕 왕홍렬(王弘烈)
    - 조카：형왕 왕행본(王行本)
    - 조카：대왕 왕완(王琬)

  - 형：제왕 왕세운(王世惲, ? ~ 621년)
    - 조카：당왕 왕인칙(王仁則)
    - 조카：위왕 왕도성(王道誠)
    - 조카：조왕 왕도순(王道詢)
    - 조카：연왕 왕도릉(王道夌)

  - 본인 : 정왕 → 대정황제(자칭) 왕세충
    - 아들 : 태자 왕현응(王玄應, ? ~ 621년)
    - 아들 : 한왕 왕현서(王玄恕, ? ~ 621년)
    - 아들 : 왕현경(王玄瓊)

  - 아우：왕세변(王世辯)
- 숙부：진왕 왕경(王瓊)
  - 종형제：기왕 왕변(王辯)

## 왕세충이 등장한 작품
- 《연개소문》 (SBS, 2006~2007, 배우:권태원)

## 참고 자료
- 《북사》 권 79, 〈열전〉 67, 왕세충
- 《수서》 권 85, 〈열전〉 50, 왕세충
- 《구당서》 권 54, 〈열전〉 4, 왕세충
- 《신당서》 권 85, 〈열전〉 10, 왕세충
- 《자치통감》, 권 181 ・182 ・183 ・184 ・185 ・186 ・187 ・188 ・189
- 황충호 지음, 『제왕 중의 제왕, 당태종 이세민』. 아이필드, 2008년

| 전임 수 공제 양동 | 중국 정나라 황제 619년－621년 | 후임 당 고조 이연 |